# Santa Domenica GR
| GR ist das Kürzel für den Kanton Graubünden in der Schweiz. Es wird verwendet, um Verwechslungen mit anderen Einträgen des Namens Santa Domenica zu vermeiden. |

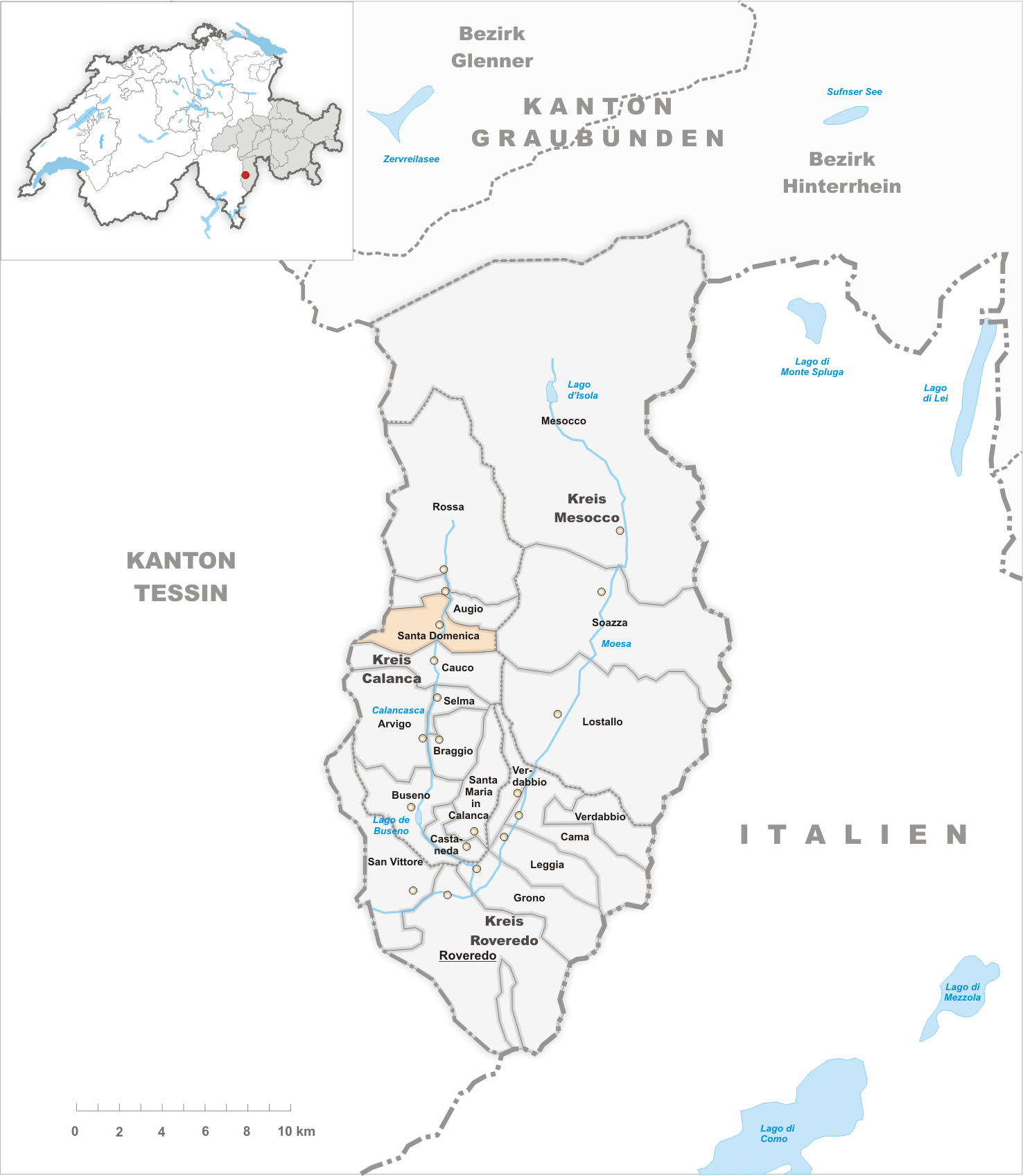
Gemeindestand vor der Fusion am 1. Januar 1982

Santa Domenica war eine selbständige politische Gemeinde im ehemaligen Bezirk Moesa, Kanton Graubünden in der Schweiz.

## Geographie
Das Dorf liegt auf einer Höhe von 1035 m ü. M. am Ost-Fuss des Piz da Termin (2903 m ü. M.) und am rechten Ufer der Calancasca; zweieinhalb Kilometer südlich von Rossa und 25 Kilometer nördlich der Station Bellinzona der Schweizerischen Bundesbahnen.

## Geschichte
Eine erste Erwähnung findet das Dorf im Jahre 1414. Bis 1796 gehörte Santa Domenica zur Gemeinde Calanca, von 1796–1851 zur Inneren Calanca. 1851 wurde das Dorf selbstständig, und bis 1866 gehörte es zur Markgenossenschaft Calanca, seither ist es eine selbständige Gemeinde.

## Gemeindefusion
1982 fusionierten Santa Domenica und die ehemals selbständige Gemeinde Augio mit der Gemeinde Rossa zur neuen politischen Gemeinde Rossa.

## Bevölkerung
| Bevölkerungsentwicklung | Bevölkerungsentwicklung | Bevölkerungsentwicklung | Bevölkerungsentwicklung | Bevölkerungsentwicklung | Bevölkerungsentwicklung | Bevölkerungsentwicklung |
| ----------------------- | ----------------------- | ----------------------- | ----------------------- | ----------------------- | ----------------------- | ----------------------- |
| Jahr                    | 1733                    | 1808                    | 1850                    | 1900                    | 1950                    | 1980                    |
| Einwohner               | 191                     | 280                     | 102                     | 110                     | 41                      | 23                      |

## Sehenswürdigkeiten
- Katholische Pfarrkirche Santa Domenica und Beinhaus (1672) mit Barockfresken. Die Pfarrkirche gehört zu den bedeutendsten Barockkirchen Graubündens; sie wurde 1664–1672 vom Architekten Giovanni Serro auf einem Vorgängerbau von 1414 errichtet und ist reich ausgestattet mit Fresken von Francesco Antonio Giorgioli[3][4]